# Charles G. Koch

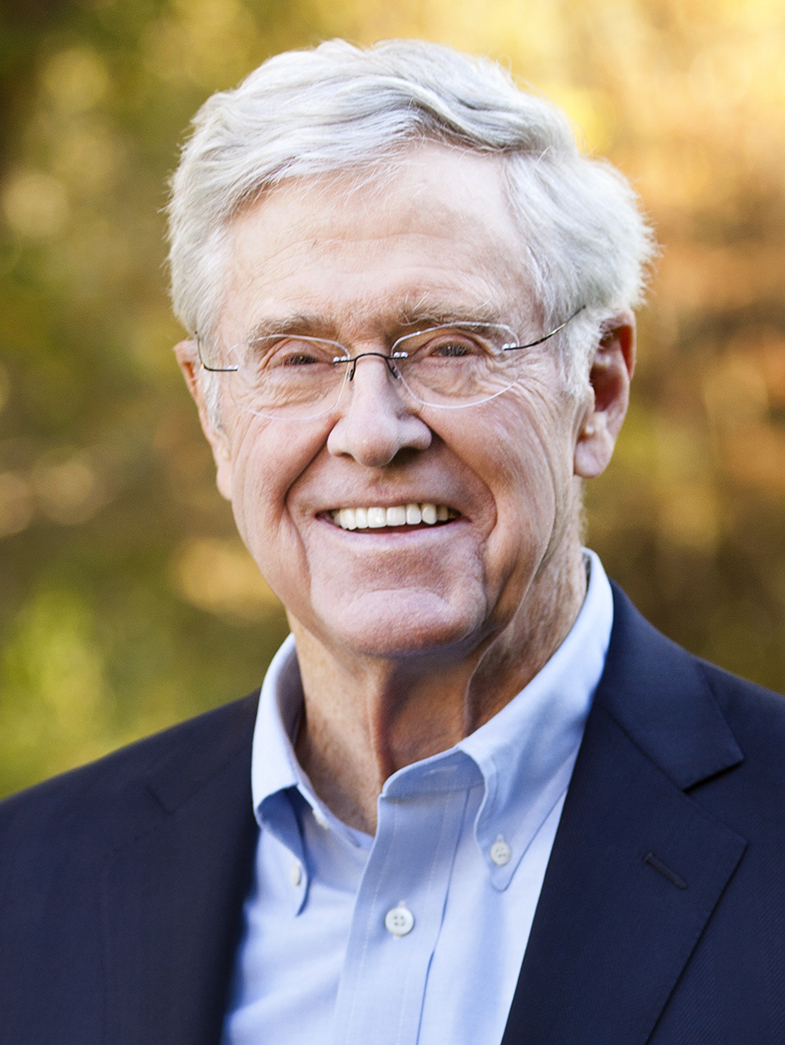
Charles Koch (2019)

Charles de Ganahl Koch [kɔʊk] (* 1. November 1935 in Wichita, Kansas) ist ein US-amerikanischer Manager, Unternehmer und libertärer Aktivist. Er leitet das Öl- und Chemiekonsortium Koch Industries, das zweitgrößte Unternehmenskonglomerat in den USA in Privatbesitz. Sein geschätztes Vermögen betrug laut Forbes im Oktober 2018 – wie das seines im Jahr 2019 verstorbenen Bruders David H. Koch – 43,8 Milliarden US-Dollar. Beide hielten je 42 % der Anteile an Koch Industries. Damit steht Koch bei Forbes auf Platz 7 in der Liste der reichsten Menschen in den USA und auf Platz 8 der reichsten Menschen der Welt. Die Brüder gehören bzw. gehörten zu den bedeutendsten Unterstützern der Tea-Party-Bewegung.

## Erziehung, Ausbildung und Familie
Charles Kochs Eltern waren Fred C. Koch († 1967) und Mary Robinson Koch († 1990), die zusammen die vier Söhne Frederick („Freddie“, 1933–2020), Charles, David (1940–2019) und William („Bill“, * 1940) hatten. Charles wurde nach einem früheren Geschäftspartner des Vaters, Charles de Ganahl, benannt. Der Vater war sehr streng und verprügelte die Kinder häufig. In Charles’ ersten Lebensjahren (bis 1940) hatten sie außerdem eine strenge deutsche Erzieherin, die ihnen mit deutschen Kinderbüchern wie Struwwelpeter Angst machte und Adolf Hitler als Vorbild darstellte. Später erzählte Charles, der Vater habe ihm bereits im Alter von acht Jahren eine Arbeitsethik beigebracht. Während andere Kinder sich in ihrer Freizeit im benachbarten Country-Club vergnügen durften, musste er im Garten und auf der Ranch arbeiten. Diese Behandlung habe ihm im späteren Leben genutzt.
Der Vater war viel auf Reisen, und die Mutter war sehr aktiv in gesellschaftlichen und kulturellen Belangen, sodass die Kinder überwiegend von Erzieherinnen und Haushälterinnen betreut wurden. Unter den Brüdern gab es oft Streit, woraus Charles meist als Sieger hervorging. Als er 11 Jahre alt war, wurden die Kinder auf Anraten einer Psychologin getrennt. Für Charles wählte man ein Internat, das für seine Strenge bekannt war. Wegen schlechter Leistungen und anderer Probleme musste er mehrfach die Schule wechseln, bis er schließlich auf eine Militärakademie kam, wo er seinen Abschluss machte.
Danach studierte er am Massachusetts Institute of Technology, wo er einen Bachelor in den Ingenieurwissenschaften und anschließend Master-Grade in Kerntechnik und Chemietechnik erwarb. Nach dem Studium war er als Unternehmensberater in Boston tätig, bis sein Vater ihn 1961 überredete, in die Firma einzusteigen, weil er selbst gesundheitlich angeschlagen war. Charles ging nur widerwillig darauf ein, weil er befürchtete, dass der Vater anderenfalls das Unternehmen verkaufen würde.
Mitte der 1960er Jahre versuchte Charles, unterstützt von David und Bill, den ältesten Bruder Freddie zu erpressen. Er verschaffte sich Zugang zu dessen Wohnhaus, um Beweise für seine Vermutung zu suchen, dass der alleinstehende Bruder schwul sei. Anschließend lud er die Brüder zu einem Treffen ein, bei dem es angeblich um Geschäftliches gehen sollte. Zu diesem Zeitpunkt besaßen die Brüder bereits die kleinere Firma Koch Engineering, die ihr Vater ihnen schon zu Lebzeiten vermacht hatte. Charles konfrontierte Freddie mit dem Vorwurf und machte klar, dass das für einen Mitinhaber der Firma nicht akzeptabel sei. Freddie solle seinen Anteil an seine Brüder verkaufen, oder Charles würde den Vater über den angeblichen Sachverhalt informieren. Dazu kam es jedoch nicht, und Fred Koch senior starb 1967.
Charles Koch ist mit Liz Koch verheiratet, mit der er zwei Kinder hat.

## Unternehmen
Im Jahr 1967 erbten die vier Brüder das Unternehmen ihres verstorbenen Vaters. Charles übernahm die Führung und erlangte den Ruf eines ausgezeichneten Managers, der 60 Stunden in der Woche arbeitete und sich auch um Kleinigkeiten kümmerte.
1980 versuchten Frederick und Bill die Firma zu übernehmen, da Charles einen autokratischen Führungsstil entwickelt habe. Den Machtkampf entschied Charles für sich, indem er die Anteilseigner David Koch und J. Howard Marshall auf seine Seite ziehen konnte. Bill wurde aus der Firma entlassen. Daraufhin stritten sich die Brüder vor Gericht. 1983 kauften Charles und David die Unternehmensanteile von Frederick und Bill für eine Milliarde US-Dollar und führten die Firma ohne sie weiter.
Das Mischunternehmen, dessen Präsident Charles in den folgenden Jahrzehnten war, ist unter anderem in den Sektoren Pipelines, Raffinerien, Fasern, Dünger, Forsterzeugnisse, Verbrauchsgüter und Chemie tätig.
Fremdaktionäre, die Mitspracherechte und Einblicke in die Geschäftsaktivitäten haben, lehnt Koch ab; Koch Industries gehört zu den größten nicht-börsennotierten Unternehmen.
2008 überstieg der Umsatz die Grenze von 100 Milliarden US-Dollar. Im Jahr 2012 wurde das Unternehmen nach Schätzungen 20 Milliarden US-Dollar reicher.

## Politik
Charles Kochs Vater war ein vehementer Gegner von Steuern, die er als Anfänge des Sozialismus betrachtete, und versuchte diese auf vielfältige Weise zu vermeiden. Dazu gehörte die Schaffung eines Wohltätigkeitsfonds, über den er einen Teil seines Vermögens unter Umgehung der Erbschaftssteuer auf seine Söhne übertragen konnte. Dies war an die Bedingung geknüpft, dass 20 Jahre lang alle anfallenden Gewinne für wohltätige Zwecke gespendet wurden.
Großen Einfluss auf Charles Kochs politische Ansichten hatte die Freedom School, in die er 1964 eingeladen wurde. Diese Einrichtung bot Kurse in einer „Philosophie der Freiheit und des freien Unternehmertums“ an. Ihr Leiter Robert LeFevre war ein entschiedener Gegner der US-Regierung, der Steuern als eine Art Diebstahl betrachtete und die Sozialgesetze der Präsidenten Franklin D. Roosevelt (New Deal) und Lyndon B. Johnson als ruinöse Schritte in Richtung Sozialismus verteufelte. Um die Schwachen und Armen solle sich die private Wohltätigkeit kümmern, nicht die Regierung, und Sklaverei solle erlaubt sein, da sie weniger schlimm sei als die Einberufung zum Militär. Koch wurde ein aktives Mitglied der Freedom School und einer der Hauptfinanzierer.
In der Freedom School lernte Koch die Lehre des Wirtschaftswissenschaftlers Friedrich von Hayek kennen, dessen Buch Der Weg zur Knechtschaft (im englischen Original The Road to Serfdom) in den USA in einer gekürzten Fassung von Reader’s Digest sehr populär war. Hayek wendete sich gegen den nach der Weltwirtschaftskrise vorherrschend gewordenen Keynesianismus und argumentierte, dass zentralistische Eingriffe von Regierungen in das Wirtschaftsleben zwangsläufig zu Diktaturen führen. In seiner Darstellung war der freie Unternehmer der Inbegriff des freien Menschen, während er Regierungen mit Zwang identifizierte. Seine Konzessionen im Hinblick auf eine Mindestsicherung für Arme, Umweltschutz und Maßnahmen gegen Monopole waren in der amerikanischen Ausgabe weggelassen worden. So hatte Koch eine theoretische Fundierung seiner radikalen Ansichten gefunden.
Koch war Mitglied der John Birch Society, verließ sie wegen Meinungsverschiedenheiten zum Vietnamkrieg und begann, in Bildungseinrichtungen wie das Institute for Humane Studies und die Florida Atlantic University zu investieren.
1976 war Koch an der Gründung des Center for Libertarian Studies in New York beteiligt, das eine Konferenz mit führenden Vertretern des Libertarismus abhielt. In seinem Beitrag sprach er sich dafür aus, weitgehend im Verborgenen zu arbeiten und nach außen ein positives Image zu pflegen, ohne die wahren Ziele erkennen zu lassen. Um in großem Stil Gelder einzuwerben, schlug er vor, potentielle reiche Spender zu exklusiven Veranstaltungen einzuladen, die nur auf Einladung zugänglich sein sollten. Zur Verbreitung der eigenen Ansichten solle man vor allem junge Menschen ansprechen, weil nur diese für radikal neue Ideen offen seien.
Für die Präsidentschaftswahl 1980 überredete er seinen Bruder David, sich für die Libertarian Party, deren Programm weitgehend seinen eigenen politischen Zielen entsprach, um die Vizepräsidentschaft zu bewerben, weil er dadurch von den strengen Einschränkungen bei der Wahlkampffinanzierung befreit war und als Kandidat beliebig viel Geld einbringen konnte. Doch trotz über 2 Millionen Dollar, die fast 60 % des Wahlkampf-Etats ausmachten, erlangte man nur ein Prozent der Wählerstimmen. Die Brüder zogen daraus die Konsequenz, nicht mehr auf Wahlen zu setzen, sondern sich aus der Öffentlichkeit zurückzuziehen und mit großem finanziellen Einsatz an Universitäten und in Denkfabriken ihre Ansichten zu etablieren und zu verbreiten (siehe unten).
Die von Charles Koch 1984 gegründete Non-Profit-Organisation Citizens for a Sound Economy („Bürger für eine gesunde Wirtschaft“) griff 1993 aktiv in die Politik ein, als Bill Clinton eine Steuer für fossile Brennstoffe erheben und die Steuern für hohe Einkommen erhöhen wollte (siehe Americans for Prosperity#Hintergrund). Während der Amtszeit von George W. Bush hielten die von Koch finanzierten Organisationen („Kochtopus“) sich zurück. Nach dem Amtsantritt Barack Obamas wurden sie wieder aktiviert und produzierten teils zweifelhafte Studien und Verlautbarungen gegen Obamas Plan, die infolge der Weltfinanzkrise darniederliegende Wirtschaft durch staatliche Eingriffe anzukurbeln. Koch selbst schrieb einen Brief an die etwa 70.000 Mitarbeiter seines Unternehmens, in dem er behauptete, die Great Depression in den 1930er Jahren sei nicht an der Börse und durch Geschäftsleute ausgelöst worden, sondern durch die „gefährlichen“ liberalen Präsidenten Herbert Hoover und Franklin D. Roosevelt.
Um zusätzliche Gelder für ihre politischen Ziele einzuwerben, veranstalten die Kochs seit 2003 regelmäßig zwei Mal im Jahr Treffen mit potenten Geldgebern. Nach der Entscheidung des Supreme Court im Fall Citizens United v. Federal Election Commission 2010, der die bisherigen Einschränkungen bei politisch motivierten Spenden aufhob, explodierte die Gesamthöhe der Spenden bei diesen Treffen auf jeweils fast 900 Mio. Dollar. Nach einem recht bescheidenen Anfang, bei dem weniger als 20 Teilnehmer aus Charles Kochs persönlichem Umfeld anwesend waren, nahmen an dieser geheimen und nur auf persönliche Einladung zugänglichen Veranstaltung 2010 etwa 200 Personen teil, von denen allein die bei Forbes gelisteten reichsten Amerikaner über ein Vermögen von 129 Mrd. Dollar verfügten. Dies war jedoch zugleich das letzte geheime Treffen der Geldgeber. Bei der nächsten Veranstaltung im Januar 2011 schwebte das Luftschiff von Greenpeace über dem Tagungsort in Palm Springs, und darauf prangten die Gesichter von Charles und David Koch mit der Beschriftung „Koch Brothers: Dirty Money“. Die Zufahrtsstraße war von Demonstranten gesäumt, die Botschaften wie „Koch Kills!“ oder „Uncloak the Kochs!“ schwenkten.
Charles und David Koch gehören zu den Hauptfinanzierern der libertär-konservativen Tea-Party-Bewegung. Sie setzen sich mit großem, insbesondere finanziellem Einsatz für drastisch niedrigere Steuern, minimale staatliche Hilfe für Bedürftige und viel weniger Marktregulierung der Industrie ein, insbesondere in Bezug auf Umweltschutzvorschriften.
Nach Charles Koch ist „die freie Gesellschaft in Gefahr, unter anderem wegen Klimawandel-Alarmismus“.
Er schlägt vor, dass jedes Gesetz auf eine nicht näher definierte „Förderung von Wohlstandswachstum“ überprüft werden soll, nach der 90 Prozent aller Gesetze durchfallen würden. Viele Kritiker werfen ihm vor, zu viel Macht angehäuft zu haben. Nach seiner Auffassung bekämpft er die Macht der Zentralregierung, die ganze Industrien durch Besteuerung ruinieren würde, Bürger zum Kauf einer Krankenversicherung zwinge und große Unternehmen wie Koch Industries in die Knie zwingen könne.
2023 wurden Pläne Kochs bekannt, die erneute Kandidatur Donald Trumps bei der Präsidentschaftswahl 2024 durch Unterstützung anderer republikanischer Kandidaten zu verhindern. Damit griff das Koch-Netzwerk zum ersten Mal direkt in die Vorwahlen der Republikaner ein. Unter Kochs Führung sammelten Americans for Prosperity Action bis Ende Juni 2023 mehr als 70 Millionen Dollar für einen parteiinternen Wahlkampf gegen Trump. 25 Millionen US-Dollar stammten von Koch Industries und 25 Millionen US-Dollar von der durch Koch gegründeten gemeinnützigen Organisation Stand Together. Im Wahlzyklus 2020 gab das Netzwerk annähernd 500 Mio. Dollar für diverse republikanische Kandidaten und politische Ziele aus. Wer genau unterstützt werden soll, wurde zunächst nicht bekannt. Als ein aussichtsreich Kandidat galt anfänglich Ron DeSantis. Im November 2023 stellte sich Koch hinter Nikki Haley. Nach anhaltenden parteiinternen Wahlniederlagen Haleys in den republikanischen Vorwahlen stellte Koch am 25. Februar 2024 seine finanzielle Unterstützung von Nikki Haley wieder ein.

### Stiftungen und Denkfabriken

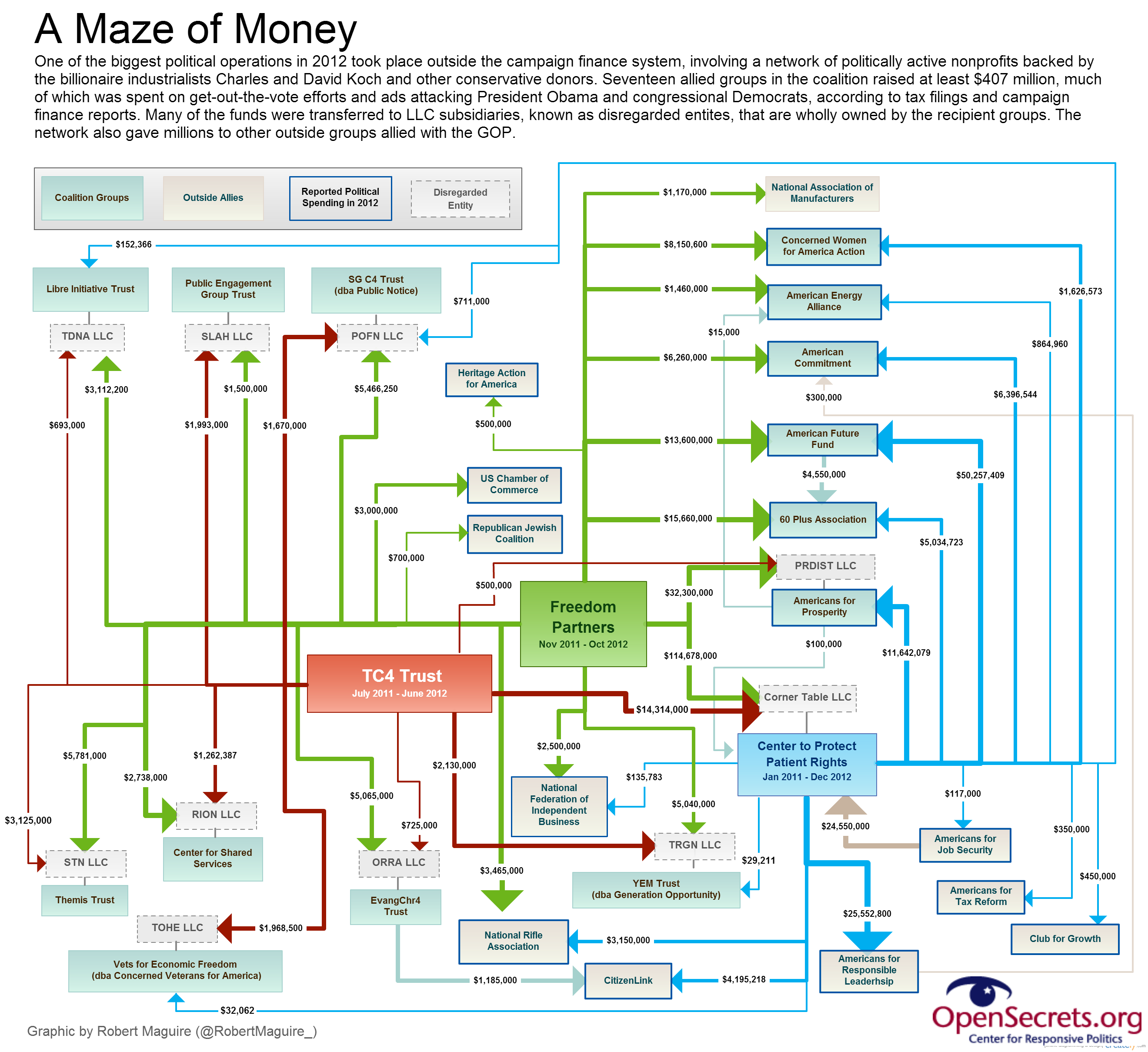
Geldfluss zwischen einigen Non-Profit-Organisationen, welche etwas mit den Koch-Brüder zu tun haben, im Jahr 2012

1977 gründete Koch zusammen mit Ed Crane das Cato Institute, eine der einflussreichsten ökonomisch-politischen Denkfabriken der USA. Gemeinsam haben die Koch-Brüder mehr als 30 konservative Denkfabriken und Stiftungen (Foundations) finanziell unterstützt, unter ihnen die Heritage Foundation, das Mercatus Center, das Manhattan Institute, das George C. Marshall Institute, die Reason Foundation, das American Enterprise Institute und die Lobby-Organisation Americans for Prosperity. Ebenfalls unterstützt wurde die Federalist Society. Die Historikerin Nancy MacLean entdeckte 2013 im Archiv des Politökonomen James M. Buchanan auf dem Campus der George Mason University Korrespondenzen mit Koch, der Buchanans Arbeit finanziell gefördert hatte. Diese Korrespondenz wertete sie in ihrem 2017 erschienenen Buch Democracy in Chains aus. Auf Basis dessen warf sie Charles G. Koch und Buchanan vor, dass sie einen verdeckten Plan zum Umbau des politischen Gefüges der USA zugunsten der kleinen Minderheit der Superreichen und zum Nachteil der Bevölkerungsmehrheit entwickelten und auch dessen Realisierung in die Wege leiteten. Diese Schlussfolgerung wurde kontrovers (und dabei in unterschiedlichen politischen Richtungen zustimmend oder ablehnend) diskutiert.
Wie viel Geld die Kochs insgesamt für politische Zwecke ausgeben, ist nicht bekannt. Aus dem Teil der Steuerakten, die öffentlich zugänglich sind, geht hervor, dass in den Jahren 1998 bis 2008 die Charles G. Koch Charitable Foundation mehr als 48 Millionen US-Dollar ausgegeben hat, die Claude R. Lambe Charitable Foundation (die von Koch und seiner Frau sowie 3 Angestellten kontrolliert wird) 28 Millionen US-Dollar, die David H. Koch Charitable Foundation seines Bruders mehr als 120 Millionen US-Dollar. Nach Einschätzung des National Committee for Responsive Philanthropy handeln die verschiedenen Koch-Stiftungen eigennützig, da sie Forschung und Interessenvertretung zu Themen finanzieren, die sich auf die Gewinnspanne von Koch Industries auswirken. Koch Industries hat mehr als 50 Millionen US-Dollar für direktes Lobbying ausgegeben, der Koch-PAC hat verschiedene Wahlkämpfe mit 8 Millionen US-Dollar unterstützt. Zudem unterstützen die Brüder Charles und David Koch die Tea-Party-Bewegung finanziell und organisatorisch. Laut Charles Lewis, dem Gründer der Center for Public Integrity gegen Machtmissbrauch und Korruption, haben die Koch-Brüder einen sehr großen Einfluss auf die Politik. Sie würden weit mehr Geld dafür ausgeben als jeder Andere und hätten ein konsistentes Schema des Gesetzesbruchs, der politischen Manipulation und der Verschleierung. David Koch protestierte gegen die Darstellungen der Presse und behauptete, dass der Einfluss der Koch-Brüder auf die Politik überschätzt würde.
Das Stiftungsnetzwerk und auch Charles Koch selbst setzen sich für eine Fortsetzung des Schutzes der Dreamer, also von als Kinder illegal von ihren Eltern in die USA Gebrachten, vor Deportierung ein. Bei einigen Dreamern lief der aktuelle Schutz bereits im März 2018 aus. Die Unterstützung geschieht unter anderem durch Hilfe des Stiftungsnetzwerkes bei den Verhandlungen zwischen Kongressabgeordneten und dem Weißen Haus sowie durch eine Ende Februar 2018 gestartete Anzeigenkampagne, ebenfalls mit dem Ziel, den Kongress von ihren Ansichten zu überzeugen und zum Handeln zu bewegen.

#### Kochtopus
Die Kochs haben ein einflussreiches ideologisches Netzwerk geschaffen, das Organisationen wie die Heritage Foundation, das Cato Institute, das Mercatus Center, Americans for Prosperity und FreedomWorks umfasst. In den 1980er Jahren kam es zu einer Auseinandersetzung innerhalb der Libertären Bewegung. Eine Gruppe um Murray Rothbard kämpfte gegen den wachsenden Einfluss der von den Kochs finanzierten libertären Organisationen, die Samuel Edward Konkin III als Kochtopus bezeichnete (Kofferwort aus Koch und Octopus). Das Netzwerk soll von den Kochs allein in den Jahren 1997 bis 2011 mindestens 48 Millionen US-Dollar erhalten haben. Seit den umfangreichen Kampagnen gegen Initiativen von Präsident Obama, u. a. gegen die Gesundheitsreform und die Konjunkturprogramme aufgrund der Finanzkrise ab 2007 und Weltwirtschaftskrise ab 2007, hat sich die kritische Bezeichnung für das ideologische Netzwerk u. a. auch bei Liberalen etabliert.

#### Rolle bei der organisierten Klimawandelleugnung
Die von Koch gegründeten Koch family foundations wurden in der wissenschaftlichen Fachliteratur als besonders einflussreicher Akteur und Sponsor der organisierten Klimawandelleugnerszene identifiziert. Nach Recherchen der Journalistin Jane Mayer haben die Kochs zwischen 2005 und 2008 größere Summen als ExxonMobil für Lobbyinitiativen aufgebracht, um die Einführung von Klimaschutzmaßnahmen zu bekämpfen. Über Americans for Prosperity brachten sie u. a. Hunderte von republikanischen Politikern, darunter einen Großteil der Spitzenpolitiker des Repräsentantenhauses dazu, eine Verpflichtung zu unterzeichnen, keine „Klimasteuer“ einzuführen. Insgesamt ließen Charles und David Koch Klimaleugnern seit 1997 zusammen mehr als 100 Millionen Dollar zukommen (Stand 2018).
Die Strategie der Koch-Brüder folge dem Rat des Meinungsforschers Frank Luntz, dass eine erfolgreiche Kampagne bei den Bürgern ansetzen müsse, sie davon zu überzeugen, dass es in der Wissenschaft keinen Konsens über die Globale Erwärmung gäbe. Organisationen der Kochs stellen über ihre Öffentlichkeitsarbeit eine Plattform für Klimawandelleugner her, insbesondere durch die Heritage Foundation und das Cato Institute. Das Cato Institute schaltete 2009 bei mehreren großen US-amerikanischen Tageszeitungen ganzseitige Anzeigen, in denen u. a. verbreitet wurde, dass in den letzten zehn Jahren keine globale Erwärmung messbar gewesen sei. Diese Aussage stand rundweg im Widerspruch zum diesbezüglich herrschenden wissenschaftlichen Konsens. Zu der Kampagne gehörte laut Bill Press auch die Bestechung von Politikern. In Meinungsumfragen stellte sich heraus, dass die Zahl der amerikanischen Bürger, die die Erderwärmung für wissenschaftlich erwiesen halten, von 71 % im Jahr 2008 auf 57 % im Jahr 2009 zurückgegangen war. Während im Präsidentschaftswahlkampf 2008 zwischen Demokraten und Republikanern noch Einigkeit bestand, dass etwas gegen die globale Erwärmung getan werden muss, sind die Republikaner seit 2009 nicht mehr dieser Ansicht. Charles Koch glaubt, dass die globale Erwärmung für die Menschheit gut sei, weil es dadurch in der nördlichen Hemisphäre länger warm sei.